# Süddeutsche Zeitung (1913–1934)

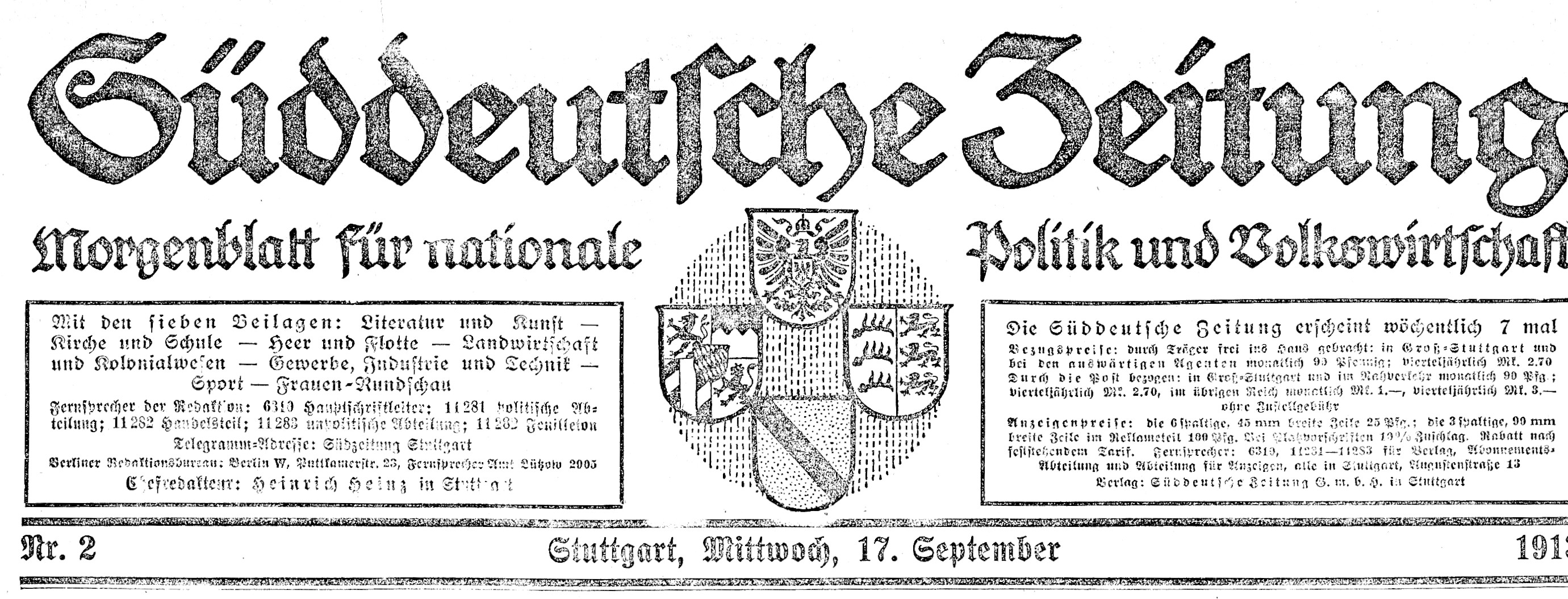
Titelkopf der Süddeutschen Zeitung, Ausgabe Nr. 2 vom 17. September 1917.

Die Süddeutsche Zeitung war eine national-konservative Tageszeitung, die von 1913 bis 1934 in Stuttgart erschien.

## Geschichte

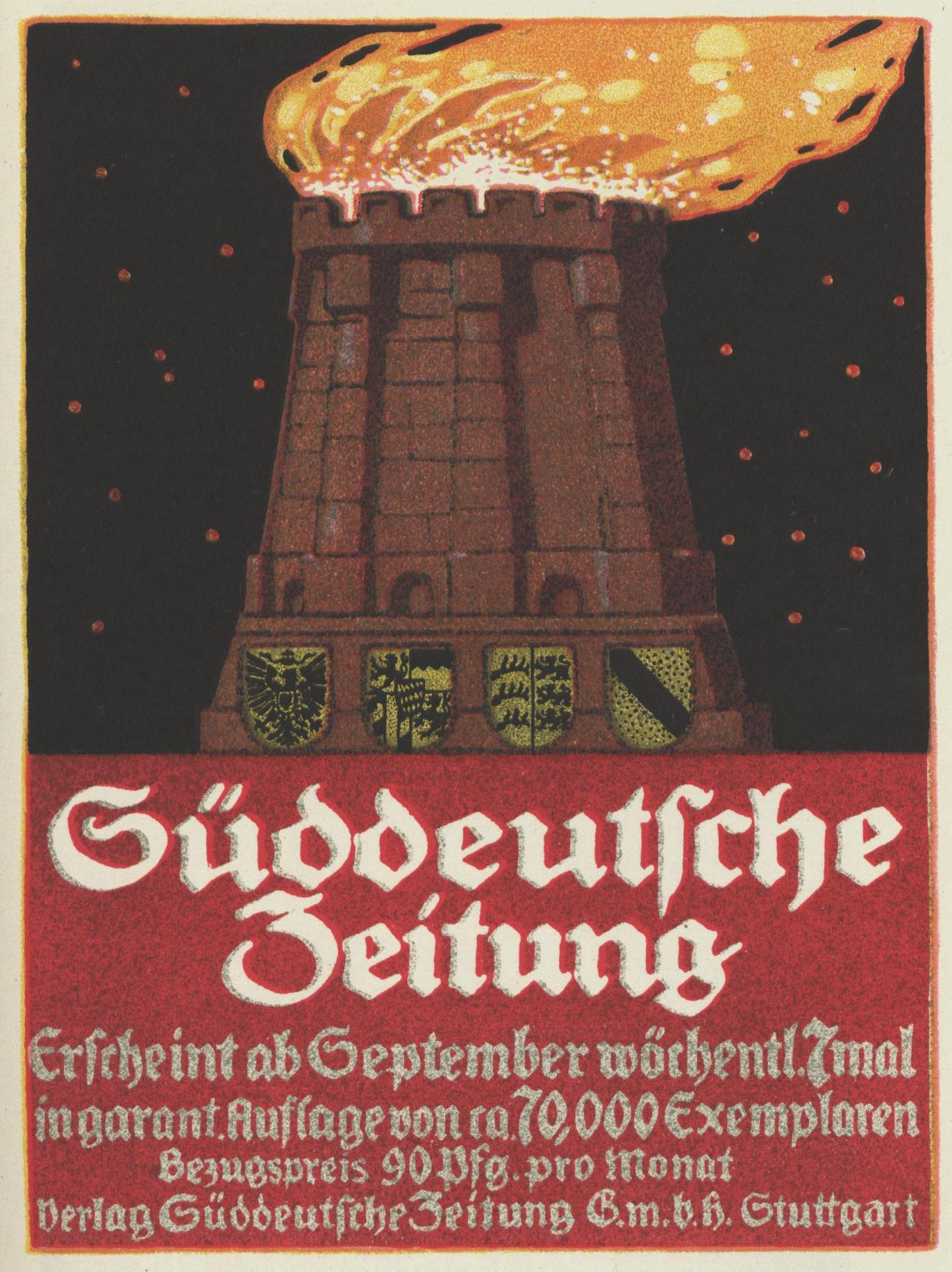
Werbeplakat für die Süddeutsche Zeitung, 1913

Die erste Ausgabe der Süddeutschen Zeitung erschien am 16. September 1913 in Stuttgart. Die Zeitung verstand sich als bürgerlich-konservativ und wandte sich schon in ihrer ersten Ausgabe 1913 gegen die angeblich „revolutionäre Sozialdemokratie“, deren Anhänger als „Todfeinde der bestehenden Gesellschaftsordnung“ bezeichnet wurden. Man konstatierte in der übrigen Presse einen „Linksabmarsch der bürgerlichen Parteien“. Als Sprachrohr der bürgerlichen Parteien sollte nun die neu gegründete Zeitung dienen, die für eine starke Monarchie, für die Macht des Reiches, die „Kulturaufgaben“ der einzelnen Bundesstaaten, den Schutz der produktiven Arbeit sowie den Schutz von Industrie und Handel und für die „Fortführung einer gesunden Sozialpolitik“ eintrat. Ganz bewusst wandte sich die Zeitung an die „Gebildeten“, sie propagierte den Nationalismus und trat für die christliche Weltanschauung ein. Ein besonderer Schwerpunkt der Zeitung lag auf der Wirtschafts-Berichterstattung. Im Untertitel nannte sich die Zeitung daher auch „Morgenblatt für nationale Politik und Volkswirtschaft“.
Chefredakteur der Zeitung war bei ihrer Gründung Heinrich Heinz, über den wenig in Erfahrung zu bringen ist. Den politischen Teil leitete Hermann Lekisch (1882–1942), der nebenbei auch Schauspiele verfasste und später Chefredakteur des Wiesbadener Tagblatts wurde. 1933 wurde er als Deutscher jüdischen Glaubens entlassen und 1942 im Vernichtungslager Sobibor ermordet. Fritz Reck (1884–1945) verantwortete das Feuilleton. Er war ein Vertreter der „konservativen Revolution“ und wurde nach 1933 bald zum entschiedenen Gegner des Nationalsozialismus. 1944 wurde er aufgrund einer Denunziation verhaftet, er kam im Januar 1945 ins KZ Dachau, wo er kurze Zeit später starb, wobei die Umstände seines Todes umstritten sind.
Die Zeitung verfügte über eigene Korrespondenten in Berlin und weitere Mitarbeiter in allen größeren deutschen Orten. Neben der politischen und wirtschaftlichen Berichterstattung gab es verschiedene wechselnde Sonderbeilagen zu den Themen „Kirche und Schule“, „Literatur und Kunst“, „Heerwesen“, „Gewerbe, Technik und Industrie“, „Landwirtschaft und Kolonialwesen“, „Fraueninteressen“ sowie „Sport“. Die Zeitung erschien ein Mal täglich – sogar sonntags, ab dem 15. Februar 1922 gab es dann an sechs Wochentagen insgesamt zwölf Ausgaben in der Woche.

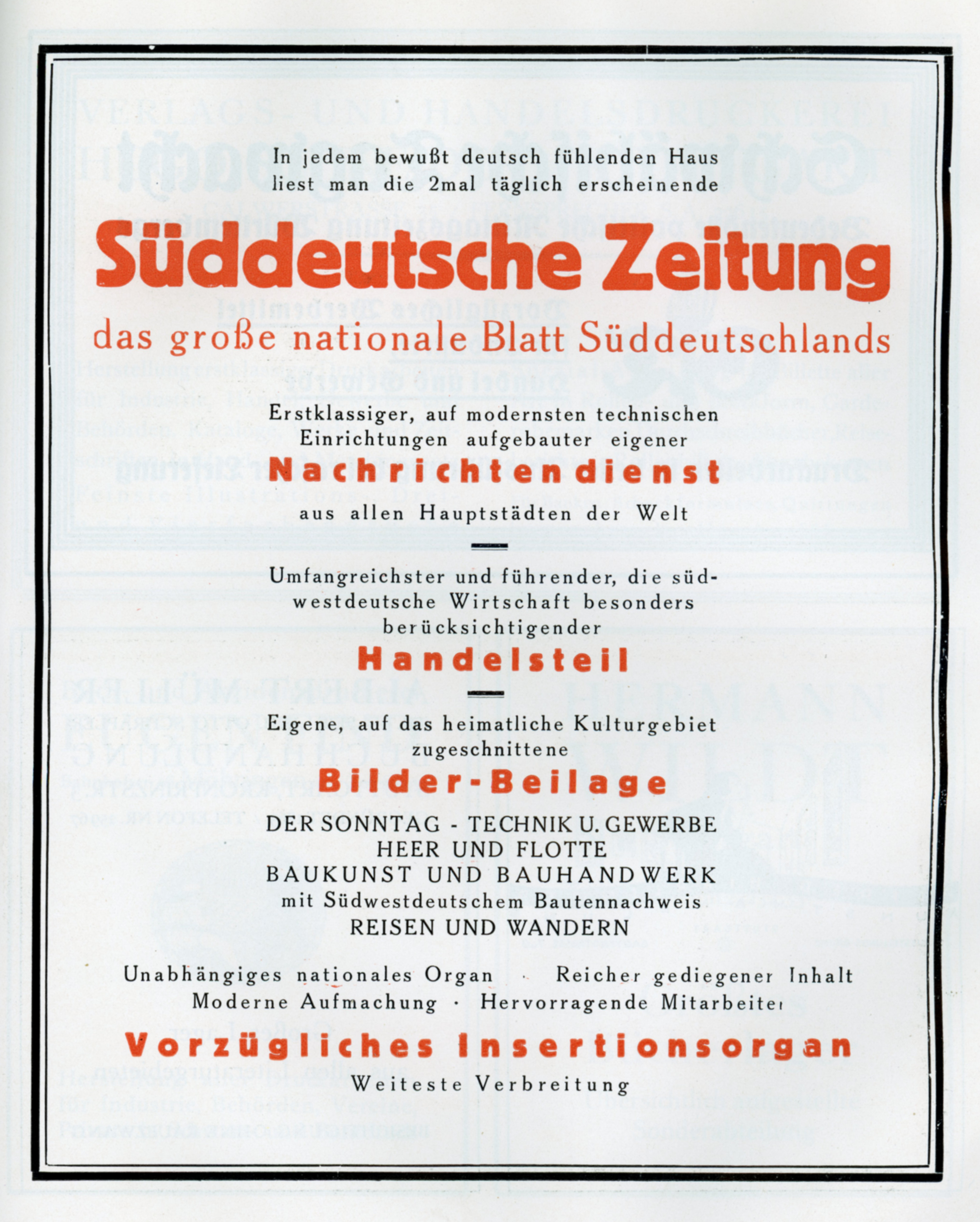
Werbeanzeige für die „Süddeutsche Zeitung“, 1925

In der Weimarer Republik blieb die Zeitung dem neuen Staat gegenüber feindlich eingestellt. Zum zwanzigjährigen Jubiläum der Zeitung im September 1933 hob man dementsprechend auch stolz hervor: „Die Fahnenmasten des Verlagsgebäudes haben niemals eine schwarz-rot-goldene Fahne getragen. In den vierzehn Jahren des nach-novemberlichen Kampfes wehte von ihnen nur die schwarz-weiß-rote Fahne“, die Fahne des untergegangenen Kaiserreiches. Dennoch war die Süddeutsche Zeitung in ihrer Beurteilung der Machtübertragung an die Nationalsozialisten am 30. Januar 1933 etwas zurückhaltend. Ein Jahr später war sie jedoch schon vollkommen auf die nationalsozialistische Linie eingeschwenkt und titelte: „Der Jahrestag der deutschen Wende“.

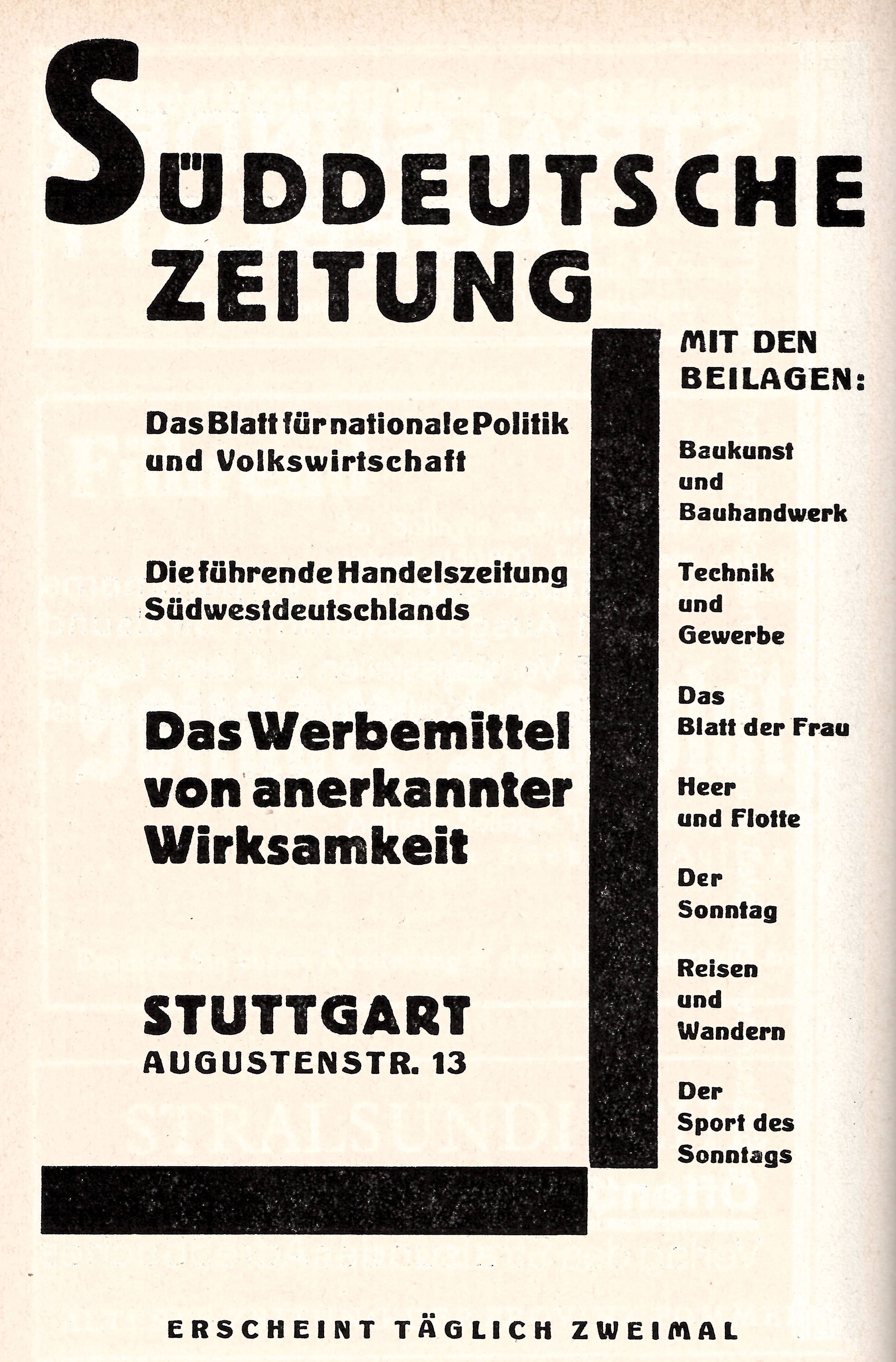
Werbeanzeige für die Süddeutsche Zeitung, 1928

Mit dem 30. Juni 1934 stellte die „Süddeutsche Zeitung“ ihr Erscheinen ein, angeblich aus rein wirtschaftlichen Gründen. Die Gründung der Süddeutschen Zeitung sei „keine geschäftliche Angelegenheit gewesen“, sondern sie sei nur von „nationalen und ideellen Motiven“ geleitet gewesen. Zu ihrer generellen Haltung war hier zu lesen: „Ihr Programm war national, sozial und christlich. Aus dieser Grundeinstellung heraus stand die ‚süddeutsche Zeitung‘ in unerschütterlichem Kampf gegen die Demokratie und ihre zersetzenden Tendenzen“. Der 9. November 1918 galt jetzt als „schwärzeste(r) Tag der neueren deutschen Geschichte“. Die Zeitung habe die nationalsozialistische Bewegung schon vor der Gründung der eigentlichen NS-Presse unterstützt und „den Durchbruch zum Dritten Reich“ gefördert.
Mit der Einstellung des Erscheinens ging das Verlagsrecht an den Schwäbischen Merkur über. Im Dritten Reich wurden die Zeitungen immer stärker „gleichgeschaltet“. Da die Unterschiede in der politischen Ausrichtung praktisch wegfielen und sämtliche Zeitungen ausschließlich die nationalsozialistischen Inhalte wiedergaben, waren nun auch nicht mehr so viele Zeitungen mit unterschiedlichem Meinungsspektrum nötig. Die Süddeutsche Zeitung sah mit der Begründung des nationalsozialistischen Staates wohl auch ihre „Mission“ erfüllt.